# Studebaker Commander
La Commander è un'autovettura costruita dalla Studebaker in diversi periodi. La produzione di un modello con questo nome ebbe inizio nel 1927 e continuò fino al 1966, con l'eccezione del 1936 e con l'esclusione del periodo tra 1959 al 1963. La denominazione fu applicata successivamente a varie gamme della compagnia, secondo gli anni di produzione.
La casa automobilistica statunitense la fabbricò nel suo stabilimento principale a South Bend (in Indiana, negli Stati Uniti d'America), ed nelle due fabbriche del Canada, a Walkerville e più tardi ad Hamilton.

## La Storia

### Gli anni venti
Fino all'apparizione dell'otto cilindri della President nel gennaio del 1928, tutte le Studebaker erano a sei cilindri. C'erano tre modelli base del motore, il Light, lo Special ed il Big Six, che erogavano rispettivamente 40, 50 e 60 hp di potenza a 2000 giri al minuto.
Il motore della prima Commander del 1927 fu l'evoluzione dello Special Six, ed aveva una cilindrata di 3,7 litri. La sua resistenza e la sua affidabilità lo resero famoso. Il propulsore montato sulla Commander nel 1928 discendeva dal Big Six, ed aveva una cilindrata di 5,8 litri erogante 75 hp.
Nell'ottobre del 1928 tre Commander a sei cilindri furono schierate alla linea di partenza del circuito di Atlantic City per tentare di infrangere il record di velocità sulle 15.000 miglia (64,25 mph), fino a quel momento detenuto dalle Auburn ad otto cilindri in linea, molto più costose. Un record fu infranto per le 25.000 miglia. Le due roadster andarono ad una media oraria più alta di 65 mph e migliore della berlina, che sbandò a causa dei bordi ghiacciati della strada in una corsa notturna. Quest'ultima raggiunse una media 62 mph. Dopo questo fatto, le tre auto furono accuratamente esaminate, componente per componente, e fu stabilito che erano vetture estremamente resistenti, identiche alle Studebaker disponibili nei concessionari.
Queste sei cilindri erano le ultime discendenti di una categoria di vetture ricche di coppia motrice progettate per le strade dissestate del primo novecento. Esse erano molto meno adatte ai viaggi ad alta velocità, resi possibili dalle migliori condizioni delle strade realizzate negli ultimi anni.

### Gli anni trenta

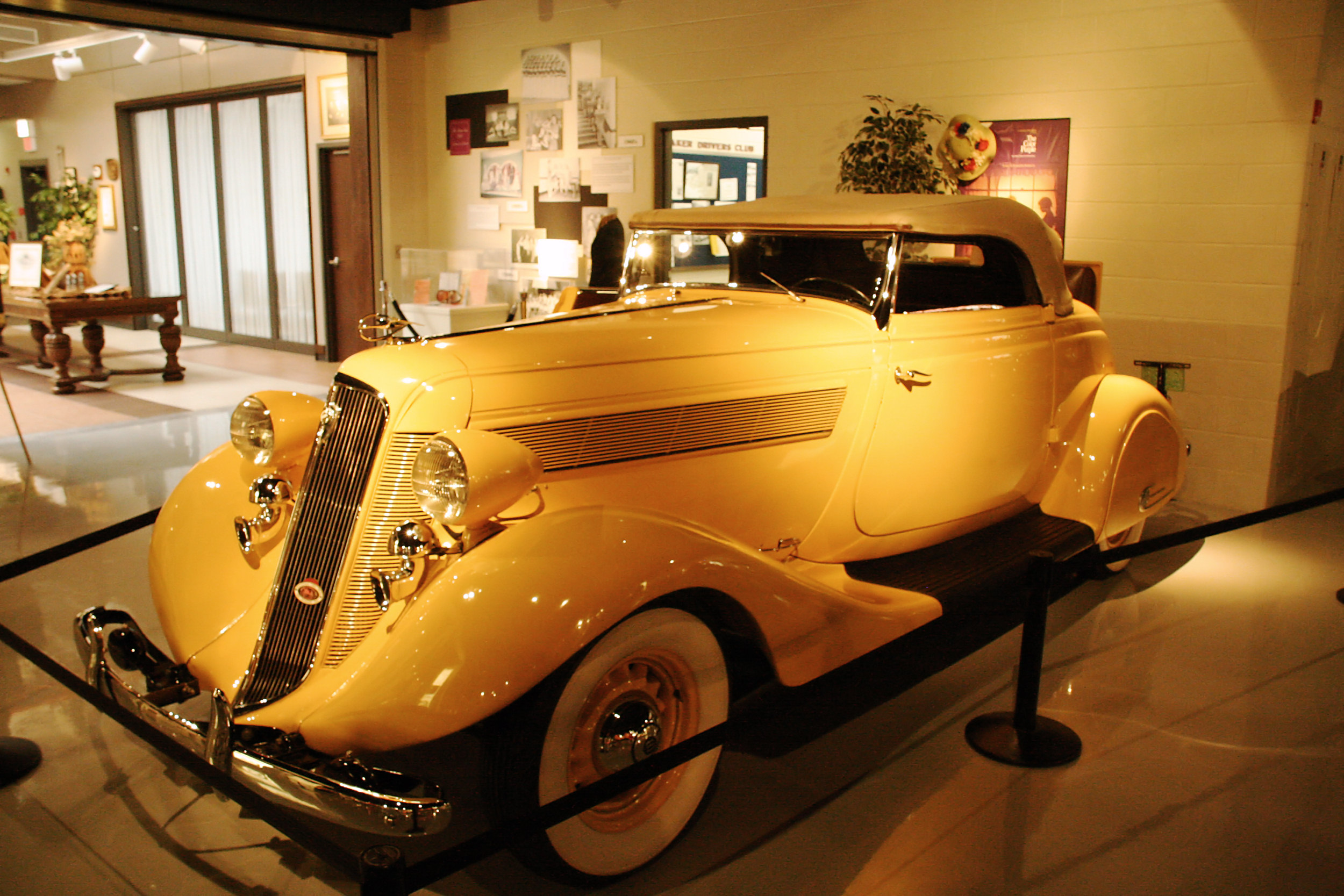
Una Commander roadster del 1935

Nel 1935 la produzione della Commander fu interrotta, ma fu ripresa nel 1937 quando il nome fu rilanciato per un modello a basso costo, dopo la Studebaker Dictator. Nel 1939 fu introdotta la Champion, e la Commander si posizionò in mezzo a questi due modelli.

### Gli anni quaranta
Subito dopo la seconda guerra mondiale la Studebaker concluse la produzione della President, e la Commander conquistò un posto tra i modelli più economici della casa automobilistica statunitense. La Studebaker produsse in seguito una versione con passo allungato della Commander, la Land Cruiser.

### Gli anni cinquanta

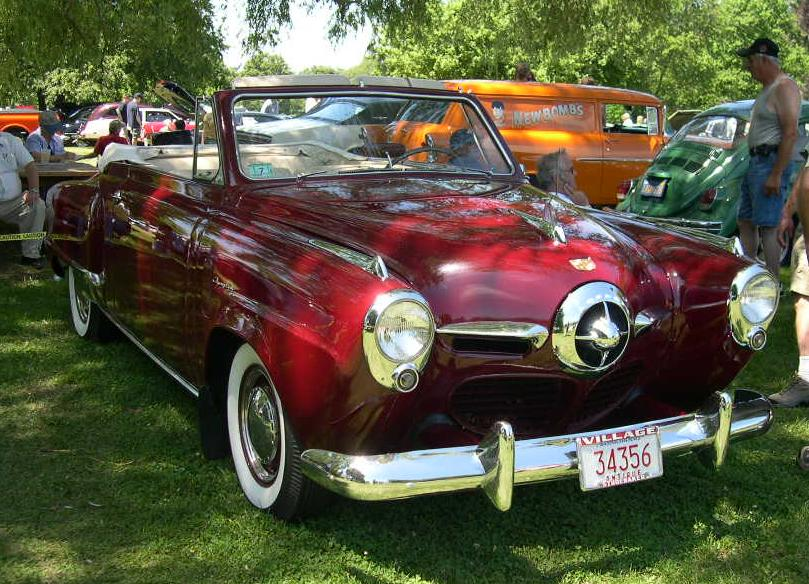
Una Studebaker Commander del 1950

La Commander degli anni cinquanta si ispirò notevolmente alle altre vetture della Studebaker a cominciare dalla Champion. Ma la versione del 1950 di quest'ultimo modello era differente dalla Commander. La Champion aveva infatti un diverso paraurti risalente al 1949, parafanghi anteriori allungati e grosse cornici dei fari, oltre ad una forma particolare del cofano che ricordava un jet.
Nel 1955 la Studebaker reintrodusse il nome President per le vetture di alta gamma, mentre la denominazione Commander fu applicato per i veicoli di media gamma. La Commander comprendeva anche vetture di bassa serie basate sulla Champion con il suo motore V8. La Studebaker però interruppe la produzione di modelli con il nome Commander alla fine del 1958.

### Gli anni sessanta
Nel 1963 la Studebaker riprese il nome Commander per un modello del 1964, basandosi sul modello a basso costo Studebaker Lark. Dall'anno del suo lancio la Commander fu facilmente riconoscibile dai suoi fari anteriori. Dal 1965 la Commander divise questi ultimi con la Lark e la Cruiser.